# Errobi
Errobi fue un grupo vasco de folk y rock progresivo procedente de Labort, fundado en 1973 por Anje Duhalde y Mikel Ducau. Se mantuvieron en activo hasta 1985, fecha en la que publicaron su último álbum Agur t'erdi. En 2005 se editó un box set con sus cinco álbumes remasterizados.
Surgieron en la explosión de la música progresiva que sacudió Europa a mediados de los setenta. En el País Vasco aparecieron varias bandas que mezclaron el rock progresivo y la psicodelia con el folclore vasco, como Izukaitz, Haizea, Itziar, Itoiz o los propios Errobi. Estas dos últimas bandas fueron las más importantes en dicha comunidad autónoma a finales de los setenta.
Su álbum más celebrado fue Ametsaren bidea, que ha sido definido como «el mejor disco que surgió del progresivo vasco».

## Miembros
- Beñat Amorena: batería y voz.
- Mikel Ducau: voz, guitarra y teclados.
- Anje Duhalde: guitarra y voz.
- Jean Paul Gilles: bajo.

### Otros miembros
- Mikel Halty (1973-1978): bajo.

## Discografía
- Errobi (Elkar, 1975).
- Gure lekukotasuna (Elkar, 1977).
- Bizi bizian (Xoxoa, 1978).
- Ametsaren bidea (Xoxoa, 1979).
- Agur t'erdi (1985).
- Errobi (2003). Box set recopilatorio con los 5 álbumes remasterizados en CD.